# Župnija Ljubljana - Barje
Župnija Ljubljana - Barje je rimskokatoliška teritorialna župnija dekanije Ljubljana - Vič/Rakovnik nadškofije Ljubljana.
Podružnična cerkev je cerkev sv. Mihaela, ki se nahaja v Črni vasi.